# Eurobusiness

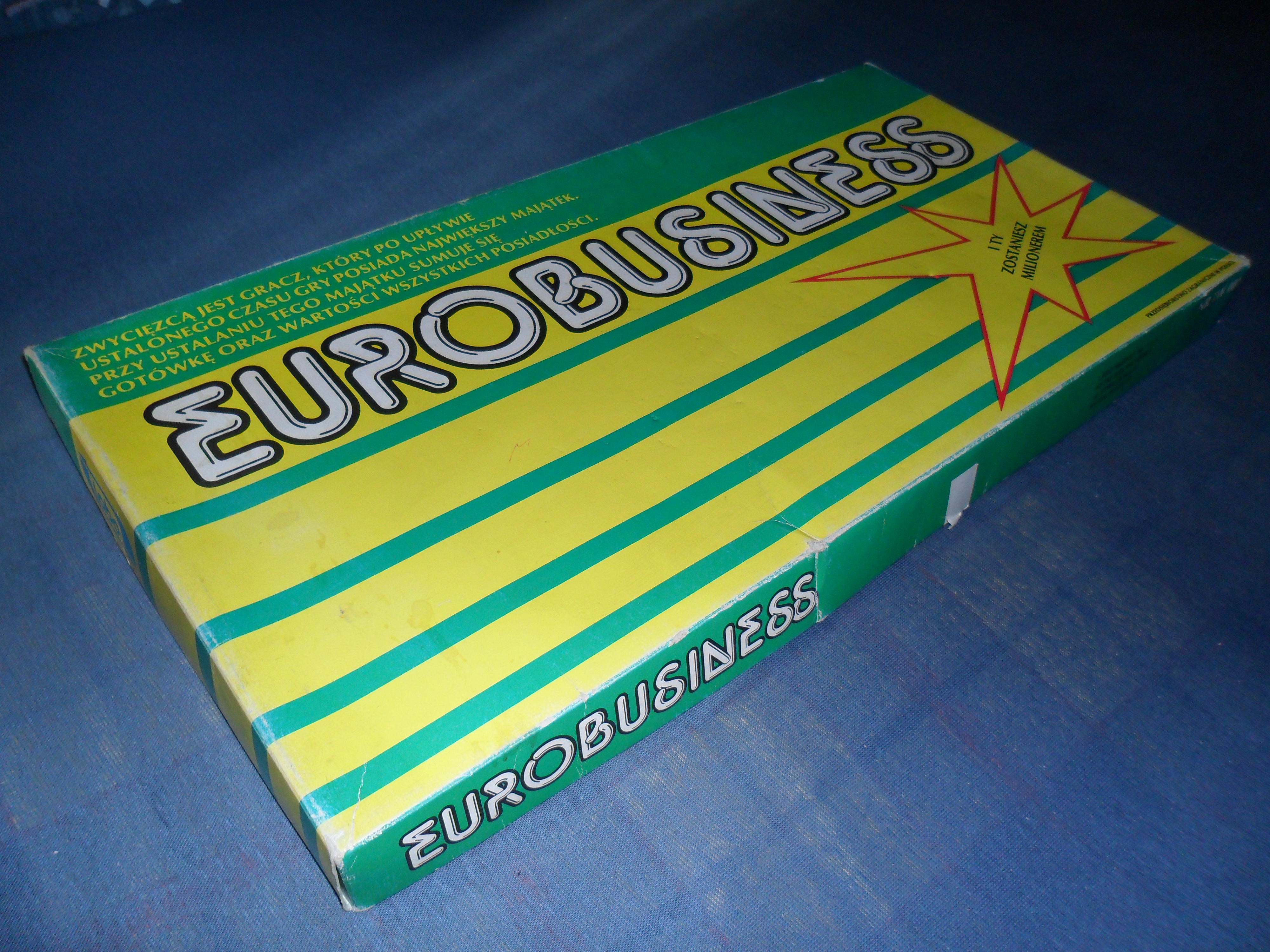
Pudełko z grą Eurobusiness

Eurobusiness – polska gra planszowa wzorowana na Monopoly, produkowana od 1983 przez firmę Labo (obecnie Labo Market Sp. z o.o.).

## Zasady gry
Zadaniem gracza jest zdobycie jak największego majątku poprzez kupowanie nieruchomości i zarabianiu na nich. W grze dużą rolę odgrywa losowość, ponieważ gracze rzucają na przemian dwiema sześciennymi kośćmi. Liczba wyrzuconych oczek decyduje o położeniu pionka w kolejnych kolejkach na czterdziestopolowej planszy. Oprócz pól z nieruchomościami w grze występują także: pola z niespodzianką (tzw. szansą), pole z więzieniem, pole z siecią wodociągową, pole z elektrownią atomową, pole z aresztem, a także dwa pola z tzw. stratą (karą pieniężną dla zawodnika, który na nich stanie). Zwycięża gracz, który w określonym czasie zdobędzie największy majątek.  
W grze gracze mogą kupować nieruchomości z następujących państw (lista od najtańszych do najdroższych):
- Południe: Grecja (2 nieruchomości) – kolor żółty, Włochy (3) – kolor czerwony.
- Zachód: Hiszpania (3) – kolor niebieski i Wielka Brytania (3) – kolor pomarańczowy.
- Północ: Benelux (Holandia, Belgia i Luksemburg, w sumie 3 nieruchomości) – kolor zielony, Szwecja (3) – kolor fioletowy.
- Wschód: RFN (3) – kolor brązowy, Austria (2) – kolor czarny.

## Rozgrywka

### Miasta w grze
- Saloniki, Ateny (Grecja)
- Neapol, Mediolan, Rzym (Włochy)
- Barcelona, Sewilla, Madryt (Hiszpania)
- Liverpool, Glasgow, Londyn (Wlk. Brytania)
- Rotterdam, Bruksela, Amsterdam (Beneluks)
- Malmö, Göteborg, Sztokholm (Szwecja)
- Frankfurt, Kolonia, Bonn (RFN)
- Innsbruck, Wiedeń (Austria)

### Inne obiekty w grze
- Start
- Koleje: południowe, zachodnie, północne i wschodnie
- Sieć wodociągowa
- Elektrownia atomowa
- Parking darmowy
- 3 czerwone i 3 niebieskie szanse
- Więzienie
- Miejsce dla odwiedzających areszt
- Parking strzeżony
- Podatek od wzbogacenia

## Początek gry
Zawodnicy rzucają na przemian 2 kostkami. Ten, kto wyrzuci największą liczbę oczek na kostkach, rozpoczyna grę.

### Główne założenia gry
- Na początku gry wszyscy gracze otrzymują 3000 $.
- Gracze rzucają kostkami na zmianę i poruszają się po kwadratowej planszy zgodnie z ruchem wskazówek zegara.
- Aby kupić nieruchomość, należy na niej stanąć i zapłacić cenę, widniejącą na polu lub wygrać licytacje (jeżeli gracz, który stanie na nieruchomości, nie dokona jej zakupu, zostaje ona wystawiona na licytację).
- Licytacja zaczyna się od połowy zakupu ( np. Amsterdam kosztuje 480$ a połowa jego ceny zakupu to 240$ ).
- Za każde przejście przez start gracz otrzymuje premię – 400 $.
- Po kupieniu wszystkich nieruchomości w danym kolorze gracz może „budować” na nich domki i hotele (co zwiększa opłatę przeciwnika za postój na danym polu). Cena domków jest uzależniona od państwa – im „droższe” państwo, tym więcej kosztują domki, np. w Grecji i we Włoszech domek kosztuje 100 $, a w RFN i Austrii 400 $. Gracze mogą też handlować prawami własności między sobą.
- Można kupić do 3 domków w trakcie jednego ruchu, w tym najwyżej jeden na konkretnej nieruchomości. Różnica w liczbie domków w różnych miastach w jednym państwie nie może być większa niż jeden.
- Jeżeli jest się w posiadaniu wszystkich terenów w danym kraju i są one niezabudowane, to opłata jest podwójna.
- Istnieje możliwość zaciągnięcia w banku pożyczki hipotecznej równej połowie wartości miasta. Przy jej spłacie dolicza się prowizję 10%.
- W przypadku, gdy gracz wyrzuci jednakową liczbę oczek na dwóch kostkach (np. 4 i 4), ponawia swój rzut i dodaje liczbę oczek do poprzedniego wyniku. Jeżeli jednak gracz znowu wyrzuci tak zwany „dublet”, musi iść do więzienia.
- Gracz będący w "więzieniu" traci prawo do kupna nieruchomości brania udział w licytacjach i pobierania czynszu za postój.
- Gdy gracz traci wszystkie pieniądze i nie jest w stanie zapłacić opłat postojowych lub należności dla banku, przegrywa, a jego nieruchomości przejmuje bank. Jeśli znajdują się na nich domki lub hotele, bank usuwa je. „Puste” nieruchomości wystawia na licytacje tak, aby każdy z pozostałych graczy mógł je wylicytować na zasadzie „kto da więcej”.
- Wygrywa ten gracz, który posiada najwięcej pieniędzy (wartość nieruchomości dolicza się do majątku). Majątki, domki i hotele liczy się połowę ich wartości. W przypadku, gdy inni gracze zbankrutują, wygrywa ten, który jako ostatni pozostał w grze.
- W grze może brać udział od 2 do 5 graczy.

## Plansza do gry
| Darmowy parking                | Darmowy parking                | Benelux – Rotterdam (440 $) | Szansa (karta czerwona)   | Benelux – Bruksela (440 $) | Benelux – Amsterdam (480 $) | Koleje północne (400 $)   | Szwecja – Malmö (520 $)              | Szwecja – Göteborg (520 $) | Sieć wodociągów (300 $)  | Szwecja – Sztokholm (560 $) | Idziesz do więzienia!                     | Idziesz do więzienia!                     |
| Darmowy parking                | Darmowy parking                |                             | Szansa (karta czerwona)   |                            |                             | Koleje północne (400 $)   |                                      |                            | Sieć wodociągów (300 $)  |                             | Idziesz do więzienia!                     | Idziesz do więzienia!                     |
| Anglia – Londyn (400 $)        |                                | Eurobiznes                  | Eurobiznes                | Eurobiznes                 | Eurobiznes                  | Eurobiznes                | Eurobiznes                           | Eurobiznes                 | Eurobiznes               | Eurobiznes                  |                                           | RFN – Frankfurt (600 $)                   |
| Anglia – Glasgow (360 $)       |                                | Eurobiznes                  | Eurobiznes                | Eurobiznes                 | Eurobiznes                  | Eurobiznes                | Eurobiznes                           | Eurobiznes                 | Eurobiznes               | Eurobiznes                  |                                           | RFN – Kolonia (600 $)                     |
| Szansa (karta niebieska)       | Szansa (karta niebieska)       | Eurobiznes                  | Eurobiznes                | Eurobiznes                 | Eurobiznes                  | Eurobiznes                | Eurobiznes                           | Eurobiznes                 | Eurobiznes               | Eurobiznes                  | Szansa (karta niebieska)                  | Szansa (karta niebieska)                  |
| Anglia – Liverpool (360 $)     |                                | Eurobiznes                  | Eurobiznes                | Eurobiznes                 | Eurobiznes                  | Eurobiznes                | Eurobiznes                           | Eurobiznes                 | Eurobiznes               | Eurobiznes                  |                                           | RFN – Bonn (640 $)                        |
| Koleje zachodnie (400 $)       | Koleje zachodnie (400 $)       | Eurobiznes                  | Eurobiznes                | Eurobiznes                 | Eurobiznes                  | Eurobiznes                | Eurobiznes                           | Eurobiznes                 | Eurobiznes               | Eurobiznes                  | Koleje wschodnie (400 $)                  | Koleje wschodnie (400 $)                  |
| Hiszpania – Madryt (320 $)     |                                | Eurobiznes                  | Eurobiznes                | Eurobiznes                 | Eurobiznes                  | Eurobiznes                | Eurobiznes                           | Eurobiznes                 | Eurobiznes               | Eurobiznes                  | Szansa (karta czerwona)                   | Szansa (karta czerwona)                   |
| Hiszpania – Sewilla (280 $)    |                                | Eurobiznes                  | Eurobiznes                | Eurobiznes                 | Eurobiznes                  | Eurobiznes                | Eurobiznes                           | Eurobiznes                 | Eurobiznes               | Eurobiznes                  |                                           | Austria – Innsbruck (700 $)               |
| Elektrownia atomowa (300 $)    | Elektrownia atomowa (300 $)    | Eurobiznes                  | Eurobiznes                | Eurobiznes                 | Eurobiznes                  | Eurobiznes                | Eurobiznes                           | Eurobiznes                 | Eurobiznes               | Eurobiznes                  | Podatek od wzbogacenia (do zapłaty 200 $) | Podatek od wzbogacenia (do zapłaty 200 $) |
| Hiszpania – Barcelona (280 $)  |                                | Eurobiznes                  | Eurobiznes                | Eurobiznes                 | Eurobiznes                  | Eurobiznes                | Eurobiznes                           | Eurobiznes                 | Eurobiznes               | Eurobiznes                  |                                           | Austria – Wiedeń (800 $)                  |
| Więzienie / Dla odwiedzających | Więzienie / Dla odwiedzających |                             |                           | Szansa (karta czerwona)    |                             | Koleje południowe (400 $) | Parking strzeżony (do zapłaty 400 $) |                            | Szansa (karta niebieska) |                             | ⇐ Start Premia 400 $                      | ⇐ Start Premia 400 $                      |
| Więzienie / Dla odwiedzających | Więzienie / Dla odwiedzających | Włochy – Rzym (240 $)       | Włochy – Mediolan (200 $) | Szansa (karta czerwona)    | Włochy – Neapol (200 $)     | Koleje południowe (400 $) | Parking strzeżony (do zapłaty 400 $) | Grecja – Ateny (120 $)     | Szansa (karta niebieska) | Grecja – Saloniki (120 $)   | ⇐ Start Premia 400 $                      | ⇐ Start Premia 400 $                      |